# José Antonio de Liendo y Goicoechea
José Antonio de Liendo y Goicoechea (Cartago, 3 de mayo de 1735-Nueva Guatemala de la Asunción, 2 de julio de 1814) fue un fraile franciscano que es reconocido como el reformador de la educación científica en la Real y Pontificia Universidad de San Carlos de Borromeo en la Capitanía General de Guatemala.

## Biografía
José Antonio de Liendo y Goicoechea nació el 3 de mayo de 1735 en la ciudad de Cartago en la entonces provincia de Costa Rica del reino de Guatemala en el Imperio español. 
Liendo y Goicoechea quedó huérfano de padre desde una edad temprana y por ello fue enviado al convento de Ciudad Real de Chiapas, en donde habría profesado sus votos en 1751. En 1767 llegó al convento de los franciscanos en Santiago de los Caballeros de Guatemala en donde se educó en el colegio de San Buenaventura. Mientras tanto, su madre contrajo segundas nupcias con el capitán Diego Morras, con quien tuvo dos hijos Lucas y Diego, quienes residían en Zacapa.
Por medio de la Pragmática Sanción de 1767 fueron expulsados los miembros de la Compañía de Jesús de los territorios de la corona española y en Guatemala su biblioteca pasó a manos de los franciscanos; Liendo y Goicoechea estuvo a cargo de seleccionar los libros de los jesuitas que podrían ser vendidos —especialmente los de Escolástica— junto al padre Manuel López Rayón.

### Modernización de la educación universitaria
En 1767 se hizo cargo de la cátedra de filosofía en la universidad guatemalteca, curso que impartió basándose en el texto Physica experimental del fraile Fortunato Brixia; esta obra fue recomendada al provincial de los franciscanos en la Capitanía General de Guatemala en una misiva en la que le recomendaban implementar nuevos métodos en los estudios regulares en 1763.
Viajó a España como procurador general de la orden franciscana y a su retorno a Nueva Guatemala de la Asunción en 1777 introdujo la enseñanza de la física experimental en la Universidad de San Carlos. En 1782 encabezó la reforma curricular de la universidad por medio de la modernización de los planes de estudios y métodos de enseñanza; introdujo los cursos de álgebra, anatomía, ciencias naturales, física experimental, teología moral, idiomas indígenas, e incluyó la enseñanza de nuevas corrientes filosóficas como el racionalismo cartesiano y materialismo francés.
En 1783, el Real Jardín Botánico de Madrid lo nombró corresponsal en el reino de Guatemala y en cumplimiento de su cargo envió plantas y semillas de la región, acompañadas de descripciones. En relación con este ramo también en 1796 pronunció el discurso de inauguración del gabinete botánico de Guatemala en el que sostuvo el sistema taxonómico de Carlos Linneo como un instrumento necesario para el trabajo científico.
En 1789 fue nombrado calificador del Santo Oficio; más en 1798, a pesar de ser funcionario de la inquisición, fue denunciado por tener libros de autores prohibidos.